# O Ateliê do Artista (José Malhoa)
O Ateliê do Artista é um óleo sobre tela do pintor português José Malhoa, executado entre 1893 e 1894. A obra foi exposta no IV Salão do Grêmio Artístico de 1894, sob o título Antes da Sessão. Encontra-se atualmente conservada no Museu de Arte de São Paulo.